# 二松學舍大学附属高等学校
二松學舍大学附属高等学校（にしょうがくしゃだいがくふぞくこうとうがっこう）は、東京都千代田区九段南二丁目にある私立高等学校。二松學舍大学の附属学校である。

## 概要

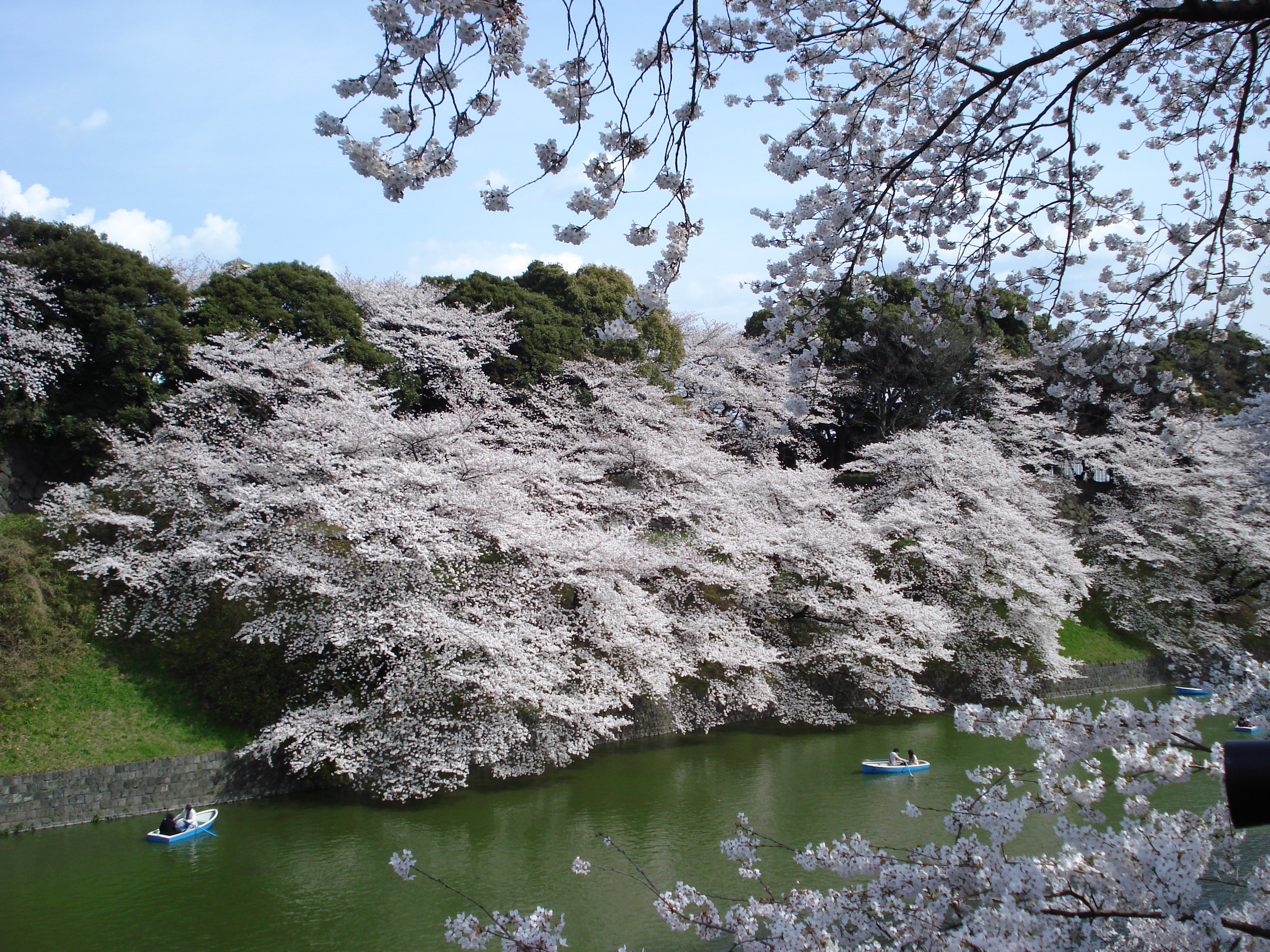
「千鳥ヶ淵」

学校法人二松學舍は、日本を代表する漢学者で、明治法曹界の重鎮としてもその名をはせた三島中洲が東京府麹町区一番町43番地（現在の東京都千代田区三番町）の私邸内に1877年（明治10年）に創設した漢学塾を起源とする学校である。淵源は、1861年に三島中洲が開いた漢学塾虎口渓舍まで遡る。虎口渓舍では、明治政府の出仕の命による東京上京まで11年間にわたって子弟の教育にあたり、学徒は12藩に及びつねに60人から70人に及んだという。その後、中洲は明治維新後の西洋思想一辺倒に傾きはじめた世の中を危惧し、師である山田方谷の死去に伴い生前の助言に従って、日本固有の儒教道徳の確立をめざし、1877年（明治10年）10月に漢学塾・二松學舍を創立した。不変の節操・堅貞を象徴する松樹が、庭上に二本あったこと、韓愈の藍田縣丞廳壁記に「對樹二松、曰哦其間」とあり、学舎として後の世まで続くことを願い二松學舍と命名された。1948年（昭和23年）に二松學舍高等学校が設置される。

出身の有名人としては、明治時代を代表する文豪の一人である夏目漱石、元内閣総理大臣犬養毅、講道館柔道創始者嘉納治五郎、女性解放運動家平塚らいてうなどがいる。

### 建学の精神（舎訓）
漢学塾・二松學舍創立当時の日本は、明治維新後の混乱期。欧米の文化が次々と入り込んでくる中、新政府発足に向けた動きも着々と進んでいた。明治維新から10年、西洋文化の摂取に汲々としている状況を憂えた中洲が考えたのは、日本人としてのあるべき姿。「東洋の文化を学ぶことこそが、我が国本来の姿を知りうることになる」と主張。東洋学の確立と新時代を担う国家有為の人々の育成を目指した。そこに掲げたものは、「知行合一」と「温故知新」という精神であり、「己を修め人を治め一世に有用なる人物を養成するに在り（自ら考え行動できる能力を鍛え、社会のために貢献する人物を養成する）」という教育理念であった。中洲は、日本という国が開かれる時代に、自国を正しく理解し、母国語を正しく表現することができる、真の国際人の養成を目指した。
高校・大学・大学院を有する教育機関へと発展した二松學舍は、この理念と140年以上に及ぶ伝統を受け継ぎ、日本の未来を担う人材の育成に取り組む。

### 教育理念
日本に根ざした道徳心を基に、国際化、高度情報化などが進む中で、自分で考え、判断し、行動する幅広い分野で活躍できる人物を育成する

### 象徴

#### 校章
「松かさ」の組み合わせは、生徒・教職員・父母が三位一体となり、協に育っていく（教育は協育なり）という教育方針の象徴である。
また論語の「歳寒くして然る後に松柏の凋むに後るるを知るなり」の章句の、「困難に遭遇した時自己の真価を発揮できる人間」の完成を目指すという意義がこめられている。

#### 校訓
- 仁愛
- 正義
- 弘毅
- 誠実

#### 校歌
作詞 校歌制定委員会
作曲 東京音楽学校

#### 制服
- 冬服は詰襟・セーラー服
- 夏服はワイシャツ・セーラー服

#### スクールカラー
- 松葉緑

## 歴史

### 略歴
二松學舍は、三島中洲が東京府麹町区一番町43番地（現・東京都千代田区三番町）の私邸内に1877年（明治10年）に創設した漢学塾を起源とし、1949年（昭和24年）に新制大学として二松學舍大学が設置されるよりも前の1948年（昭和23年）に二松學舍高等学校が設置された。

### 年表
- 1877年10月10日 - 漢学塾・二松學舍設立
- 1948年4月 - 二松學舍高等学校開校
- 1949年4月 - 二松學舍大学開校
- 1950年2月6日 - 二松學舍大学附属東京高等学校に改称[要出典]
- 1953年4月 - 二松學舍大学附属高等学校に改称
- 1977年10月 - 二松學舍創立100周年
- 1998年4月 - 二松學舍大学附属高等学校開校50周年
- 2008年4月 - 二松學舍大学附属高等学校開校60周年
- 2018年4月 - 二松學舍大学附属高等学校開校70周年

## 校風
高校生活「三兎（学習・部活・行事）」を追う生徒の「心を育て 学力を伸ばす」学校である。
学科は普通科のみで、通常の進学コース、特進コース、理系コース、体育コース（野球部のみ）の4コースが設置されている。特進コースは、国公立大学を含む難関大学の現役合格を目指すコースであり、ハイレベルな授業内容で進められ、勉強合宿、夏期・冬期講習、演習科目等の特別なプログラムが実施されている。

### 主な部活動
部活動は、体育部および学芸部を合わせて30以上の部活動が存在する。
硬式野球部
- 強化指定部であり、多数のプロ野球選手を輩出している。
- 練習場及び寮は二松学舎大学の柏キャンパス内にあり、部員は授業後に柏へ戻り練習を行う。
- 春の甲子園の選抜高等学校野球大会では、1980年（第52回）、1982年（第54回）、2002年（第74回）、2004年（第76回）、2015年（第87回）、2022年（第94回）、2023年（第95回）、2025年（第97回）と8度の出場経験があり、第54回大会では市原勝人をエースに擁し、決勝戦でPL学園に敗れるものの準優勝を果たした（第54回大会以外はすべて初戦敗退）。
- 創部から2013年までに計10度、夏の東東京大会決勝（1度目は東西分割前）に進出するも全て敗れていた。しかし、2014年（第96回東東京大会）決勝で帝京高校を延長10回5-4で下し、11度目の決勝進出で初の夏の甲子園出場を果たしている。
- 夏の甲子園の全国高等学校野球選手権大会では、2014年（第96回）、2017年（第99回）、2018年（第100回）、2021年（第103回）、2022年（第104回）と、東東京大会で2度の連覇を含む5回の出場経験がある。そして、出場したすべての同大会において、初戦突破を果たしている（いずれも3回戦敗退で最高成績はベスト16）。

ダンス部
- 日本高校ダンス部選手権 冬の公式大会 東日本大会では、2015年から2024年まで連続優勝の記録を更新中（ダンススタジアム史上初、現在10連覇）
- 日本高校ダンス部選手権 夏の公式大会 全国大会では、スモールクラスで2024年現在9年連続9回出場。2018年には全国ベスト8を受賞している。さらに2019年にはビッククラスにも初出場し、ストリートダンス協会賞を受賞した。
- 第1回日本高校ダンス部選手権 公式選抜大会 ーグランプリ決定戦ーという年間で上記の大会等で成績を残した全国30校のみが選抜される大会にも出場を果たしている。
- 全日本高等学校チームダンス選手権大会では、小編成部門で2019年から2023年まで6年連続全国大会出場、大編成部門では2019年、2020年、2023年に2位で全国大会に出場している。2023年の全国大会では両チーム全国7位を獲得している。
- マイナビ HIGH SCHOOL DANCE COMPETITION FINALに2020年から2023年まで4年連続出場。
- 2023年から行われた高校ストリートダンスグランプリでは、2023年から2024年まで予選大会で3チームとも予選通過。2023年の全国大会では、全国優勝を収めている。

## 最寄駅
| 路線名                                                                                 | 最寄り駅 | 出口 | 徒歩所要時間 |
| -------------------------------------------------------------------------------------- | -------- | ---- | ------------ |
| 東京メトロ東西線 東京メトロ半蔵門線 都営地下鉄新宿線                                   | 九段下駅 | 2番  | 6分          |
| JR中央・総武線 都営地下鉄新宿線 東京メトロ有楽町線 東京メトロ南北線                    | 市ケ谷駅 | A3   | 15分         |
| JR中央・総武線 東京メトロ東西線 東京メトロ有楽町線 東京メトロ南北線 都営地下鉄大江戸線 | 飯田橋駅 | 西口 | 15分         |

## 出身有名人
芸能人・アナウンサー
- 小林千晴
- 和栗正明
- 布施博（中退）
- 中村亘利（中退）
- 対馬盛浩
- YASU
- 赤木耀
- 和田光太郎
- 小島友実
- なかねかな

野球
- 鈴木誠也
- 永井敦士
- 竹安大知（中退・転校）
- 大江竜聖
- 秋広優人
- 秋山正雲
- 辻大雅
- 問矢福雄
- 坂巻明
- 白幡隆宗
- 上地和彦
- 初芝清
- 小杉陽太

その他
- 南雲孝之 - 競輪
- 小林光二 - ボクシング
- 山本義広 - ボクシング
- 岩下由利子 -トランポリン
- 神立春樹 - 歴史学者